# Bachiniva
Bachiniva è una municipalità dello stato di Chihuahua, nel Messico settentrionale, il cui capoluogo è la località omonima.
Conta 6.011 abitanti (2010) e ha una estensione di 935,34 km².
Il nome della localita in lingua  cahita significa fiume del mais.